# ハズ押し
ハズ押し（はずおし）は、相撲の基本的な技術のひとつ。
本来は手の形のことを言う。親指を立て、他の4本の指を伸ばした形のことで、それが矢筈に似ていることから、この名がある。この手が逆ハの字を描くように傾け、相手の脇の下や胸、腹などにあてがって、押して出ることが、つまりハズ押しである。特に親指以外の4本の指を脇に入れ、親指を胸の方に出して腕を掬い上げれば攻守を兼ねた効果が出る。左ハズ、右ハズ、もろハズがある。下から上へ押し上げることが重要。
近年では、大相撲関係者の中でも「相手の脇に手をあてて押すこと」がハズ押しとの誤解も多くなってきている。